# Strigoptera
Strigoptera es un género de escarabajos de la familia Buprestidae.

## Especies
- Strigoptera auromaculata (Saunders, 1867)
- Strigoptera bettoni (Waterhouse, 1904)
- Strigoptera bimaculata (Linnaeus, 1758)
- Strigoptera borneensis (Obenberger, 1924)
- Strigoptera cyanipennis (Deyrolle, 1864)
- Strigoptera fairmairei (Waterhouse, 1904)
- Strigoptera kubani Bellamy, 2006
- Strigoptera obsoleta (Chevrolat, 1841)
- Strigoptera pulchra (Waterhouse, 1904)
- Strigoptera rubripennis (Thery, 1923)
- Strigoptera socotra Zabransky, 2005